# Bulbillomyces
Bulbillomyces là một chi nấm thuộc họ Meruliaceae.